# Reece Shearsmith
Reeson Wayne "Reece" Shearsmith (né le 27 août 1969) est un acteur, scénariste, humoriste, producteur, directeur et magicien britannique. Il a créé, écrit et joué dans la sitcom Le Club des Gentlemen, aux côtés de Steve Pemberton, Mark Gatiss et Jeremy Dyson. Il y a joué plus de 30 personnages différents. Avec Pemberton, il a également créé, écrit et joué dans une autre série à succès, Psychoville.

## Biographie
Shearsmith est né à Hull, dans le Yorkshire. Il a étudié les arts dramatiques à l'Université de Bretton Hall, qui a été fusionnée avec l'Université de Leeds en 2007. C'est à Bretton Hall qu'il a rencontré ses collaborateurs de la série Le Club des Gentlemen.

## Carrière
Le Club des Gentlemen a tout d'abord été présenté au théâtre, en 1995, avant d'être diffusé sur BBC Radio 4 sous le nom de On the Town with The League of Gentlemen en 1995, puis d'être diffusé sur le petit écran sur BBC Two en 1999. Il gagnera, avec ses autres collègues, un British Academy Television Award, un Royal Television Society Award ainsi qu'un prestigieux Golden Rose of Montreux.
Il est apparu dans d'autres comédies telles que Max and Paddy's Road to Nowhere, puis dans le rôle du villain Tony dans Catterick, produit par Vic Reeves et Bob Mortimer. Il est également apparu dans deux épisodes de la célèbre série Les Allumés dans le rôle d'un pilote de robot, et a joué le névrosé docteur Flynn dans la sitcom TLC diffusée sur BBC Two, qui a été écrite par le créateur de The Weakest Link, Fintan Coyle. Son habileté à parler « charabia » l'a mené à jouer le personnage macabre Papa Lazarou.
De mars 2006 à janvier 2007, il apparaît au théâtre West End dans le rôle de Leo Bloom dans The Producers.
En 2008, lorsque la version anglaise du film d'animation norvégien culte Libérez Jimmy sortit en DVD, Shearsmith doubla la voix de « Ante », un motard costaud et bizarrement habillé membre de la « Mafia Lapone ». D'autres de ses collègues du Club des Gentlemen, tels que Steve Pemberton et Mark Gatiss, doublèrent également le film. La version anglaise du scénario fut écrite par Simon Pegg et d'autres acteurs.
Psychoville a été diffusé à partir de juin 2009, marquant le retour de Shearsmith sur BBC2. Cette série fut écrite par lui-même et un autre membre du Club des Gentlemen, Steve Pemberton. Tous deux sont apparus dans la série sous les traits de divers personnages. En 2010, Shearsmith apparait dans une comédie noire de John Landis intitulée Cadavres à la pelle.
En 2010 Shearsmith incarne le personnage principal de Ghost Stories, écrit et dirigé par Jeremy Dyson et Andy Nyman.
En 2011, la nouvelle comédie musicale de Cameron Mackintosh, Betty Blue Eyes, commence à être représentée au West End, dans laquelle Shearsmith joue le rôle de Gilbert Chilvers (un podologue) aux côtés de Sarah Lancashire. Cette même année, en mai, Psychoville retourne sur le petit écran pour une seconde saison, où il incarne là encore des personnages très divers avec Pemberton et de nombreux autres acteurs tels que Imelda Staunton.
En 2012, il joue dans Bad Sugar, une série comique écrite par Sam Bain et Jesse Armstrong, aux côtés de Olivia Colman et Julia Davis.
En novembre 2013, il joue le rôle de Patrick Troughton dans An Adventure in Space and Time, un documentaire sur le making-of de la série télévisée Doctor Who qui fut écrit par Mark Gatiss.
Il jouera également avec Vic Reeves et Bob Mortimer dans le dernier épisode de la première saison de House of Fools sous les traits d'un fantôme appelé "Martin".
En 2014, Shearsmith joue avec Malcolm Webster dans la série dramatique The Widower. En juin de cette même année, il est annoncé que Shearsmith jouera le rôle de Nathan Steele dans le film de Ben Wheatley, High-Rise. Toujours en 2014, Shearsmith joue le rôle du Détective Sergent Stone dans Chasing Shadows, une série télévisée portant sur des personnages disparus.
En février 2015, Shearsmith est interviewé par Adam Buxton sur BBC Radio 4.
Le 17 juillet 2015, il est annoncé que Shearsmith jouera dans Hangmen de Martin McDonagh et dirigé par Matthew Dunster, au théâtre Jerwood du 10 septembre au 10 octobre 2015. En août 2015, il est annoncé que Shearsmith apparaîtra dans la neuvième saison de Doctor Who.
Reece Shearsmith et Steve Pimberton écrivent et créent ensemble la série Inside No. 9 diffusée depuis le 5 février 2014 sur BBC Two. Les trois premières saisons de six épisodes ont été diffusées en 2014, 2015 et 2017, et une quatrième saison est annoncée pour 2018.

## Vie privée
Shearsmith et sa femme, Jane, ont deux enfants.

## Filmographie
- 1995 : Alas Smith and Jones
- 1995 : Le Club des Gentlemen au théâtre (scénariste et acteur)
- 1995 : P.R.O.B.E. – The Devil of Winterborne
- 1996 : Friday Night Armistice
- 1996 : P.R.O.B.E. – The Ghosts of Winterborne
- 1997 : In the Red
- 1997 : Mash and Peas do U.S.
- 1997 : Auton
- 1997 : On The Town With The League Of Gentlemen (scénariste et acteur)
- 1998 : Lenny Henry Goes to Town
- 1998 : In the Red
- 1998 : Alexei Sayle's Merry-Go-Round
- 1999 : Le Club des Gentlemen, saison 1 (scénariste et acteur)
- 1999 : This Year's Love
- 2000 : A Local Show For Local People (scénariste et acteur)
- 2000 : Le Club des Gentlemen, saison 2 – Scénariste/Acteur
- 2000 : Le Club des Gentlemen Christmas Special (scénariste et acteur)
- 2000 : Randall and Hopkirk (Deceased)
- 2000 : Le Club des Gentlemen (A Local Book For Local People, scénariste)
- 2001 : Les Allumés
- 2001 : Coming Up – Birthday Girl
- 2001 : A Local Show for Local People (Theatre de Drury Lane)
- 2002 : Le Club des Gentlemen, saison 3
- 2002 : TLC
- 2002 : Le Club des Gentlemen
- 2002 : « Art » (Whitehall Theatre)
- 2002 : Robbie the Reindeer: Legend of the Lost Tribe
- 2003 : Mash and Peas
- 2004 : Catterick
- 2004 : Shaun of the Dead
- 2004 : The All Star Comedy Show – Monkey Trousers
- 2004 : Max & Paddy's Road to Nowhere
- 2005 : H2G2 : Le Guide du voyageur galactique
- 2005 : The League of Gentlemen's Apocalypse (scénariste et acteur)
- 2005 : Wyndham's Theatre, Comme il vous plaira
- 2005 : The League of Gentlemen Are Behind You (divers personnages)
- 2006 : The Producers (Théâtre de Drury Lane)
- 2007 : Miss Marple (épisode Témoin indésirable) : Inspecteur Huish
- 2007 : The Abbey (TV series)
- 2007 : Modern Men
- 2007 : Ladies and Gentlemen: Comedy Showcase
- 2007 : Christmas at the Riviera
- 2008 : Coming Up – Lickle Bill Um
- 2008 : Bienvenue au cottage
- 2008 : The Common Pursuit au Menier Chocolate Factory
- 2008 : Libérez Jimmy – Ante (voix)
- 2009 : Psychoville (acteur et scénariste)
- 2009 : Humoristes au Lyric Hammersmith : performeur
- 2009 : Would I Lie to You?
- 2010 : Cadavres à la pelle
- 2010 : Psychoville Halloween Special (acteur et scénariste)
- 2011 : Eric and Ernie
- 2011 : Psychoville (acteur et scénariste)
- 2011 : Betty Blue Eyes (The Novello Theatre)
- 2012 : Squeamish (narrateur et acteur)
- 2012 : Comedy Showcase - The Function Room :
- 2012 : Swiftcover SwiftBrothers :
- 2012 : Absent Friends :
- 2012 : Henry IV :
- 2012 : Him Indoors :
- 2012 : Silent Night of the Living Dead :
- 2013 : English Revolution :
- 2013 : Comedy Showcase - Bad Sugar :
- 2013 : An Adventure in Space and Time : Patrick Troughton
- 2013 : Doctor Who Reconstructions de Terry McDonough : le Docteur (court-métrage)
- 2013 : Le Dernier Pub avant la fin du monde :
- 2014– : Inside No 9 (acteur, scénariste, réalisateur)
- 2014 : The Widower :
- 2014 : Chasing Shadows : détective Sergent Sean Stone
- 2014 : Dead Funny: Horror Stories by Comedians (scénariste)
- 2015 : Peter Kay's Car Share : Ray le poissonnier
- 2015 : High-Rise : Nathan Steele
- 2015 : Saison 9 de Doctor Who :
- 2022 : Coup de théâtre (See How They Run) de Tom George : John Woolf